# 皮埃尔·赖伐尔
皮埃尔·让·马里·赖伐尔（法語：Pierre Jean Marie Laval，法語發音：[pjɛʁ ʒɑ̃ maʁi laval]，1883年6月28日—1945年10月15日），法国第三共和國時期的政治人物，他于1931年1月27日至1932年2月20日担任法国总理，1935年6月7日至1936年1月24日再次担任总理。
赖伐尔早年是一名社会主义者，1909年成为一名律师，因为替罢工者、工会成员和左翼分子辩护，反对政府起诉而闻名。1914年，他以社会党成员的身份进入下议院，并在第一次世界大战期间坚持自己的和平主义信念。在1919年的选举中失败后，赖伐尔退出社会党，成为欧贝维利耶的市长。1924年，他以独立身份回到参议院，三年后当选为参议员。他还担任过一系列政府职务，包括公共工程部长、司法部长和劳工部长。1931年，赖伐尔成为法国总理，但一年后他的政府就垮台了。
1934年，赖伐尔加入了加斯东·杜梅格的右翼政府，先后担任殖民地部长和外交部长。1935年，他再次成为总理。为了遏制德国，赖伐尔推行了有利于意大利和苏联的外交政策，但他对阿比西尼亚危机的处理——被广泛谴责为对贝尼托·墨索里尼的绥靖政策——促使他在1936年辞职。1940年法国战败并与德国停战后，赖伐尔在菲利普·贝当的维希政权中担任重要角色，从1940年7月到1940年12月担任部长会议副主席，后来从1942年4月到1944年8月担任政府首脑。卖国政府为德国提供法国劳工，并组织驱逐没有法国国籍的犹太人。
1944年法国解放后，赖伐尔逃到西班牙，但很快被遣返回法国，在那里他被夏尔·戴高乐将军领导的法国政府逮捕。赖伐尔被判犯有阴谋破坏国家安全和与敌人勾结罪，在一次未遂的自杀企图后，他于1945年10月被行刑队处决。赖伐尔的各种政治活动留下了一份复杂而有争议的遗产，导致他的传记中有十几本相互冲突。

## 早年
皮埃尔·让·马里·赖伐尔于1883年6月28日出生在奥弗涅北部邻近维希的沙泰尔东，是吉尔贝·赖伐尔（Gilbert Laval）和克洛迪娜·图内尔（Claudine Tournaire）的儿子。他的父亲是一名咖啡馆老板和邮递员。与村子里的其他家庭相比，这个家庭已经很富裕了:这个咖啡馆同时也是旅店和肉铺，吉尔贝·赖伐尔拥有一个葡萄园和几匹马。当时，“赖伐尔”这个姓氏在该地区很普遍。大家都称他为“赖伐尔-图内尔”（Laval-Tournaire），他父亲自己也叫他“巴蒂斯特·穆兰”（Baptiste Moulin）。
赖伐尔在沙泰尔东的一所乡村学校接受教育。15岁时，他被送到巴黎的圣路易中学，在1901年7月他获得了学士学位。然后他继续在法国西南部的波尔多和巴约讷学习，在那里他学习了西班牙语，并遇到了皮埃尔·卡萨拉。回到里昂后，他花了一年的时间攻读动物学学位，并在里昂、圣艾蒂安和欧坦的多所学院和中学担任主管，以支付学费。
赖伐尔于1903年加入社会主义中央革命委员会，当时他住在里昂西南55公里(34英里)的圣艾蒂安。在此期间，赖伐尔开始熟悉乔治·索雷尔和休伯特·拉加尔德勒的左翼学说。四十多年后的1945年，他宣称:“我从来不是一个正统的社会主义者，我的意思是我从来不是一个马克思主义者。”我的社会主义是一种内心的社会主义，而不是教条的社会主义。我更感兴趣的是人，他们的工作，他们的不幸和他们的冲突而不是马克思本身。”
1903年，他应征入伍，在服役后因静脉曲张而退役。1907年，24岁的赖伐尔回到巴黎。1913年4月，他曾说过:“兵营部队根本不可能做出任何努力，因为他们缺乏良好的训练，最重要的是，指挥不力。”赖伐尔赞成废除军队，由一个公民民兵组织代替。

## 律师生涯

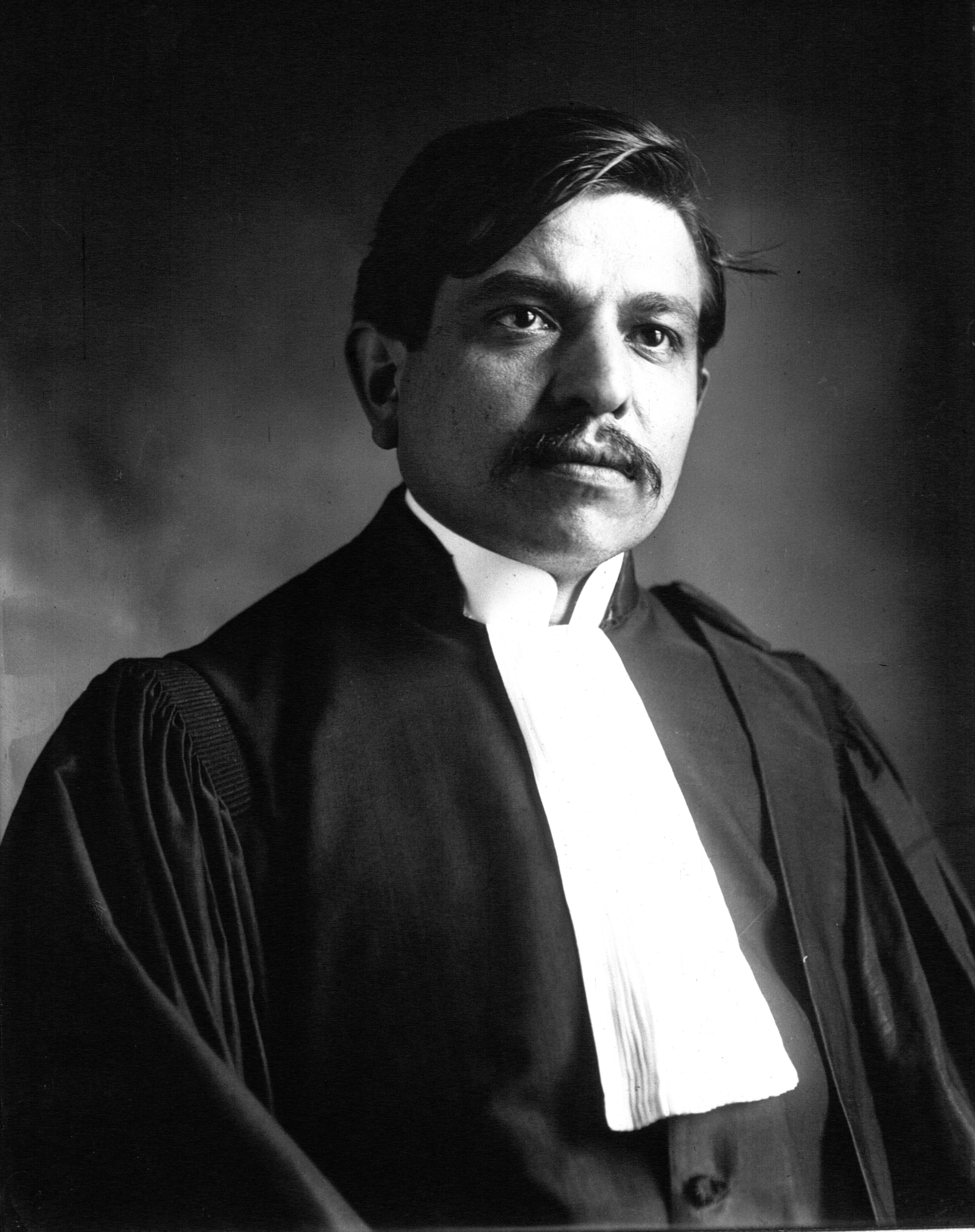
1913年的皮埃尔·赖伐尔

赖伐尔放弃了自然科学的研究，最终转向法律，并在1909年成为一名“穷人的律师”，与法国总工会的联合主义者隔绝。第一次世界大战之前的几年，劳工骚乱是一大特点，赖伐尔为罢工者、工会成员和左翼煽动者辩护，反对政府起诉他们。在一次工会会议上，赖伐尔说:
我是同志中的同志，工人中的工人。我不是那种即使在试图否认自己出身中产阶级的律师。我不是那种以知识分子的身份参与学术争论的高雅律师。我为自己感到骄傲。一个为律师服务的体力劳动者是我的同志，一个像他们一样的工人，我是他们的兄弟。同志们，我是一个体力劳动者的律师。
第一个让他出名的案子是古斯塔夫•曼希斯的无罪释放。曼希斯是一名革命工会成员，被控拥有爆炸物和无政府主义手册。1909年，赖伐尔与社会主义政治家约瑟夫·克劳萨特博士的女儿珍妮·克劳萨特结婚。他们唯一的孩子，一个名叫乔茜的女儿，生于1911年。乔茜嫁给了Rene de Chambrun，而后者的叔叔Nicholas Longworth III娶了美国总统西奥多·罗斯福的女儿爱丽丝·罗斯福。尽管赖伐尔的妻子来自政治家庭，但她从未参与过政治。人们普遍认为赖伐尔是一个忠于家庭的人。
1911年，他参加了塞纳河畔讷伊-布洛涅选区的议会选举，并在第二轮选举中击败了激进党候选人亚历山大·佩金，使保守党候选人爱德华·诺蒂尔获胜。

## 第一次世界大战期间

### 塞纳河社会党代表
1914年4月，当对战争的恐惧席卷全国时，社会主义者和激进分子加快了他们的竞选活动，以维护和平。他们的领袖是让·饶勒斯和约瑟夫·卡约。左派联盟谴责1913年7月通过的将义务兵役从两年延长到三年的法律。
在1914年第一次世界大战爆发前三个月举行的立法选举中，工会寻求赖伐尔作为塞纳河地区的社会主义候选人，塞纳河地区包括巴黎及其郊区。赖伐尔当选为圣德尼第二选区的众议院议员。年近31岁的他是议会最年轻的成员。
激进派在社会主义者的支持下，在法国众议院占多数。他们希望一起避免战争。1914年6月28日奥地利弗朗茨·斐迪南大公和1914年7月31日饶勒斯遇刺，粉碎了这一希望。赖伐尔的哥哥吉恩在战争的头几个月就去世了。
赖伐尔被列入了Carnet B，一份可能阻碍动员的潜在颠覆分子的汇编。内政部长让-路易·马尔维以国家统一的名义，不顾参谋长们的压力，拒绝逮捕任何人。赖伐尔在战争中忠于他的和平主义信念。1915年12月，卡尔·马克思的外孙让·龙格向社会主义国会议员提议，他们应与其他国家的社会主义者进行沟通，希望能迫使各国政府通过谈判达成和平。赖伐尔签字了，但动议被否决了。
由于法国的资源用于战争，商品稀缺或价格过高。1917年1月30日，赖伐尔在国民议会要求供应部长爱德华·赫里欧解决巴黎煤炭供应不足的问题。当赫里欧说:“如果可以，我愿意亲自卸载驳船”时，赖伐尔反驳道:“不要对这种无能加以嘲笑。”这句话使议会成员感到高兴，引起了乔治·克列孟梭的注意，但却使赖伐尔和赫里欧之间的关系永远处于紧张状态。

### 斯德哥尔摩，“北极星”
赖伐尔对战争的指挥和战场上部队的供应不足表示蔑视。1917年4月罗贝尔·尼韦勒将军在贵妇小径发动进攻后爆发了兵变，赖伐尔为叛变者辩护。1917年6月，马赛尔·加香和马里乌斯·木特从圣彼得堡回国，并受邀参加在斯德哥尔摩举行的社会主义大会。赖伐尔看到了和平的机会。在向大会发表的讲话中，他敦促分庭允许代表团前往:“是的，斯德哥尔摩，应俄罗斯革命的号召……是的，斯德哥尔摩，为了和平……是的，是极地之星斯德哥尔摩。”这个要求被拒绝了。
1917年春天，和平的希望被叛国者的发现所淹没，这些叛国者有些是真实的，有些是想象出来的，就像马尔维一样，他之所以成为嫌疑犯，是因为人们没有忘记他在赖伐尔的“斯德哥尔摩，波兰之岛”演讲中拒绝逮捕法国人。赖伐尔的许多熟人，无政府主义者庞奈·鲁迪的出版商，以及其他和平主义者都被逮捕或审讯。尽管赖伐尔经常出入和平主义者圈子——据说他与列夫·托洛茨基相识——但当局并没有追究他。他的副手身份，他的谨慎和他的友谊保护了他。1917年11月，克列孟梭成为总理，并在他的政府中提供了一个职位给赖伐尔。正如社会党拒绝进入任何政府一样，赖伐尔拒绝了，但他在议会社会党成员的一次会议上质疑这样的政策是否明智。

## 战后初期的职业

### 从社会主义者到独立议员
在1919年的选举中，社会党人的和平主义记录，他们对克列孟梭的反对，以及俄罗斯布尔什维克革命的过度行为引起的焦虑，都导致了他们被保守的国家集团击败。赖伐尔失去了他在众议院的席位。
1920年，拥有240万成员的总工会发起了一场大罢工，数千名工人下岗，罢工逐渐平息。作为回应，政府试图解散总工会。赖伐尔以约瑟夫·保罗-邦库尔为工会领导人辩护，他向内政部长西奥多·斯蒂格和工商部长奥古斯特·艾萨克求助，挽救了工会。
赖伐尔与社会党的关系结束了。过去几年在议院的社会主义党团，加上该党的纪律政策，削弱了赖伐尔对事业的依恋。随着布尔什维克在俄国的胜利，政党也发生了变化;在1920年12月的图尔大会上，社会党分裂成两个意识形态的组成部分:受莫斯科启发的法国共产党，以及较为温和的工人国际法国支部。赖伐尔任其成员，在两大派系争夺让·饶勒斯的遗产时没有站队。

### 欧贝维利耶市长
1923年，巴黎北部的欧贝维利耶需要一位市长。作为该选区的前代表，赖伐尔是一个显而易见的候选人。为了获得选举资格，赖伐尔买下了一片农田。很少有人知道他背叛了社会党人。当地工人国际法国支部和共产党还请赖伐尔担任他们的头号人物。赖伐尔选择在自己的名单下参加竞选，他说服那些前社会主义者离开社会党并为他工作。这是一个独立的社会主义政党，只存在于欧贝维利耶。在四人角逐中，赖伐尔在第二轮中获胜。在他去世之前，他一直担任欧贝维利耶的市长。
赖伐尔被视为智者;有个笑话说，他很聪明，他的名字从左到右拼写都是一样的。赖伐尔通过建立私人关系，争取到了那些被他打败的人。他在欧贝维利耶的穷人和富人以及邻近城镇的市长之间建立了关系网。他是这个郊区唯一的独立政治家。他避免卷入社会主义者和共产党人之间的意识形态战争。

### 塞纳河独立代表
在1924年的立法选举中，工人国际法国支部和激进党组成了一个名为“左翼卡特尔”的全国联盟。赖伐尔在塞纳河的独立社会主义者名单上名列前茅。左翼卡特尔最终获胜，赖伐尔重新获得了国民议会的席位。他的第一个行动是让约瑟夫·卡约回国，他曾是前总理、内阁成员、国民议会成员，也曾是激进党的明星人物。战争快结束时，克列孟梭以与敌人勾结为由逮捕了卡约。他坐了两年牢，失去了公民权。赖伐尔代表卡约的赦免而获胜。卡约成为了一位有影响力的赞助人。

## 作为政府的成员

### 部长和议员
赖伐尔对卡特尔支持的回报是在1925年4月被任命为保罗·班勒卫政府的公共工程部长。六个月后，政府崩溃了。从那时起，赖伐尔就加入了由前部长组成的俱乐部，并从中选出了新的部长。1925年至1926年期间，赖伐尔又三次参加阿里斯蒂德·白里安政府，一次担任总理副秘书，两次担任司法部长。当他第一次成为司法部长时，赖伐尔放弃了他的律师行业以避免利益冲突。
1926年之后，里昂市长兼副市长爱德华·赫里欧策划了对卡特尔多数的重组，赖伐尔的势头就此停滞。赫里欧是激进的社会主义者。成立于1901年的激进党成为了第三共和国的枢纽派系，而激进党的支持或反对往往意味着政府的生存或垮台。在最近的一次变动中，赖伐尔被排除在法国政府之外长达四年。作家加斯顿·杰奎敏暗示，赖伐尔选择不参与赫里奥政府，因为他认为赫里欧政府无法应对金融危机。1926年，赖伐尔与左派彻底决裂，但他仍与左派保持着朋友关系。
1927年，赖伐尔当选为塞纳河参议员，他退出了将自己置于争取下议院多数席位的政治斗争之上的议会。他渴望进行宪法改革，以加强行政部门，消除政治不稳定，这是第三共和国的缺陷。
1930年3月2日，赖伐尔回到安德烈·塔尔迪厄的第二届政府担任劳工部长。塔尔迪厄和赖伐尔在克列孟梭的时代就认识了，并开始欣赏彼此的品质。塔尔迪厄需要他可以信任的人:他的前任政府在一个多星期前就因为劳工部长路易斯·卢彻的叛变而垮台了。但是，由于激进的社会主义者卡米耶·肖当未能组建一个可行的政府，塔尔迪厄被召回。

### 个人投资
从1927年到1930年，赖伐尔开始积累了可观的个人财富;战后他的财富导致了他利用政治地位中饱私囊的指控。1945年9月11日，他在给预审法官的信中写道:“我一直认为，如果不是必不可少的，建立在坚实基础上的物质独立，会使拥有这种独立的政治家在政治上获得更大的独立。”直到1927年，他的主要收入来源是他的律师费，根据他的所得税申报表，那一年他的收入总额为113,350法郎。1927年8月至1930年6月，他对各种企业进行了大规模投资，共投资5100万法郎。这些钱并不都是他自己的;它来自一群金融家，他们得到了一个投资信托基金、联合辛迪加和两家银行——里昂阿勒芒公司和国家信贷银行的支持。
赖伐尔和他的支持者进行的两项投资是地方报纸《圆顶通报》及其在克莱蒙费朗的相关印刷厂，以及《里昂共和报》。1926年，在赖伐尔接管之前，《通报》的发行量为27,000份。到1933年，这一数字翻了一番还多，达到了58,250人的峰值，但此后开始下降。虽然利润各不相同，但在他执政的17年里，赖伐尔从印钞厂和印刷厂总共赚了3900万法郎。翻新后的工厂价值5000万法郎，这使得高等法院专家在1945年不无理由地说，“对他来说，这是一笔极好的交易”。

### 劳动和社会保险部长
超过15万纺织工人罢工，担心会发生暴力事件。1925年，作为公共工程部长，赖伐尔结束了煤矿工人的罢工。塔尔迪厄希望他作为劳工部长也能这样做。这场冲突没有流血就解决了。社会党政治家莱昂·布鲁姆从来都不是赖伐尔的盟友，但是他承认赖伐尔的干预是“巧妙的、及时的和果断的。”
十年来，社会保险一直被提上议程。1928年，该法案在众议院获得通过，但没有在参议院获得通过。塔尔迪厄让赖伐尔在五一节之前完成这个项目。选择这个日期是为了抑制劳动节的骚动。赖伐尔的第一个努力是澄清混乱的文本内容·。然后，他咨询了雇主和劳工组织。赖伐尔不得不调和参众两院的不同意见。赖伐尔的助手蒂西尔写道:“如果不是赖伐尔不屈不挠的耐心，就不会达成协议。”两个月后，赖伐尔向大会提交了一份克服了最初失败的案文。它满足了财政限制，减少了对政府的控制，并保留了医生的选择和收费自由。议院和参议院以压倒多数通过了这项法律。
当法案通过最后阶段时，塔尔迪厄形容他的劳工部长“在讨论的每一个时刻都表现出坚韧、克制和独创性。”

## 第一次赖伐尔政府

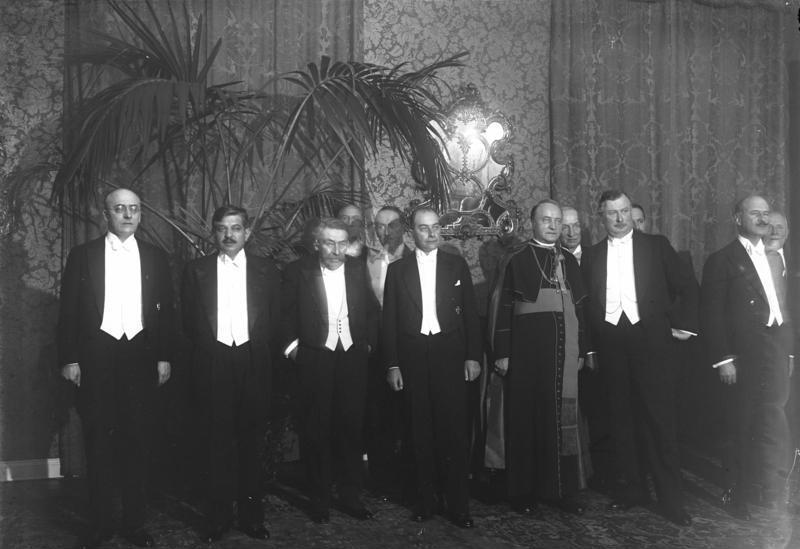
总理赖伐尔(左起第二位)1931年在德国出席外交活动

事实证明，塔尔迪厄政府最终无法安然度过此次罢黜事件。在被驱逐的银行破产后，政府的成员似乎与之有不正当的联系。这起丑闻涉及司法部长拉乌尔·佩雷特、副部长亨利·法尔克斯和尤金·劳蒂尔。虽然塔迪厄没有参与，但1930年12月4日，他失去了在参议院的多数席位。加斯东·杜梅格总统呼吁路易·巴尔都组建政府，但巴尔都失败了。杜梅格转向赖伐尔，他的情况也好不到哪里去。接下来的一个月，由西奥多·斯泰格组建的政府陷入了困境。杜梅格再次向赖伐尔提出了请求。1931年1月27日，赖伐尔成功地组建了他的第一个政府。
用莱昂·布鲁姆的话来说，塔尔迪厄政府的幽灵在被赖伐尔为首的政府击败后，在几周内又出现了，这让反对党社会党感到既惊讶又失望，“就像夜鸟被光吓到了一样。”赖伐尔被提名为总理后，人们猜测新的农业部长塔迪厄在赖伐尔政府中掌握实权。虽然赖伐尔高度评价塔尔迪厄和布里兰德，并采取与他们一致的政策，但赖伐尔并不是塔尔迪厄的喉舌。组成赖伐尔政府的部长在很大程度上是组成塔尔迪厄政府的人，但这是赖伐尔在国民议会可以找到的组成多数的功能。雷蒙·普恩加莱、阿里斯蒂德·白里安和塔尔迪厄都曾向赫里欧的激进分子提供部长职位，但均无功而归。
除了白里安、安德烈·马奇诺、皮埃尔-埃蒂安·弗朗丹和保罗·雷诺之外，赖伐尔还请了一些朋友来做他的顾问，如欧贝维利耶的莫里斯·富伦和皮埃尔·卡萨拉，他们是他在巴约讷时认识的，在赖伐尔的劳动部工作过。卡萨拉开始担任内政部副部长，1932年1月被任命为内政部部长。塞内加尔的第一名非洲代表伊势•迪亚涅在1914年与赖伐尔同时当选为国民议会议员。赖伐尔邀请迪亚涅加入他的内阁，担任负责殖民地事务的副部长;他是第一位被任命为法国政府内阁成员的非洲黑人。赖伐尔还邀请了吕夫(Jacques Rueff)、瑞斯特(Charles Rist)和博萨德(Adeodat Boissard)等金融专家。安德烈·弗朗索瓦-庞赛特被任命为总理的副部长和驻德国大使。赖伐尔的政府中有一位经济学家，克劳德-约瑟夫·吉诺克斯，当时在政府部门任职的经济学家还很少见。
1931年的法国没有受到世界经济危机的影响。赖伐尔在1931年10月16日启程前往美国时宣布，“法国的健康得益于工作和储蓄。”农业、小工业和保护主义是法国经济的基础。由于保守的工资政策和有限的社会服务，法国积累了仅次于美国的世界上最大的黄金储备。在普恩加莱的精心安排下，法国收获了法郎贬值的好处，使法国产品在国际市场上具有竞争力。在整个法国，有1.2万人失业。
赖伐尔和他的内阁认为经济和黄金储备是实现外交目的的手段。赖伐尔前往伦敦、柏林和华盛顿访问。他参加了有关世界危机、战争赔款和债务、裁军和金本位的会议。

### 1931年奥地利金融危机中的角色
1931年，奥地利经历了一场银行危机，当时该国最大的银行联合信贷被发现几近破产，威胁到一场全球金融危机。世界各国领导人开始就向奥地利中央政府提供国际贷款以维持其金融体系的条款进行谈判;然而，赖伐尔以民族主义的理由阻止了提议的一揽子方案。他要求法国获得一系列的外交让步以换取其支持，包括放弃未来的德奥关税同盟。这对最终以失败告终的谈判来说是致命的。结果，联合信贷于1931年5月11日宣布破产，引发了迅速蔓延到其他国家的危机。四天之内，布达佩斯的银行开始挤兑，银行倒闭开始蔓延到德国和英国等国。

### 延债宣言（1931年6月20日）
1931年由美国总统赫伯特·胡佛提出的“胡佛暂停偿还”计划，将所有政府间债务冻结一年。据作家兼政治顾问麦克乔治·邦迪说，“这是自伍德罗·威尔逊执政以来，美国总统为欧洲采取的最重大行动。”美国在德国有着巨大的利害关系:长期以来，德国借款人欠美国私营部门超过12.5亿美元;短期债务接近10亿美元。相比之下，1931年美国的国民收入只有540亿美元。作家沃尔特·李普曼和威廉·O·斯克罗格斯在描述美国外交关系的《美国在世界事务》一书中指出，“美国在德国政府和私人债务中所占的份额，相当于世界其他国家总和的一半。”
拟议中的暂停偿付还将有利于英国对德国私营部门的投资，使英国更有可能在公共债务被冻结的情况下偿还这些贷款。考虑到英国欠美国的债务，对境况不佳的英国经济提供援助符合胡佛的利益。另一方面，法国在德国的私人债务中所占的份额相对较小，但对德国的赔款却有着巨大的兴趣，而且对法国的赔款会在胡佛的延期偿付下打折扣。
这个计划由于时机不佳而更加复杂;他们察觉到美国、英国和德国之间的勾结，并认为这构成了对扬计划的破坏。这种破坏只能在法国得到国民议会的批准;赖伐尔政府的生存取决于立法机构是否批准这项暂停。从提出提案到法国立法委员的信任投票之间经过了十七天。这种延迟被认为是胡佛禁令未能成功的原因。美国国会直到1931年12月才批准该法案。
赖伐尔支持胡佛暂停法令，进行了一年的个人和直接外交活动，他访问了伦敦、柏林和美国。虽然他在国内取得了相当大的成就，但他在国际上的努力却收效甚微。英国首相拉姆齐·麦克唐纳和外交大臣阿瑟·亨德森忙于国内政治分歧和英镑崩溃，对此无能为力。德国总理海因里希·布吕宁和外交部长库尔提斯都渴望法德和解，但他们受到了各方的围攻。他们面临着非常疲软的经济，这使得每周开一次工资单成了一个奇迹。私人破产和不断的裁员使共产党人勃然大怒。在政治谱系的另一端，德国军队监视着布吕宁内阁，并向钢盔前线士兵联盟和纳粹党提供情报，有效地冻结了对法国的任何示好。
美国胡佛和赖伐尔之间的会议是一种相互挫折的结果。胡佛削减军队的计划遭到了拒绝——尽管是温和的。但泽走廊问题的解决办法已经撤回。在赖伐尔和弗朗索瓦·艾伯特·比松看来，为放弃金本位制的国家引入银本位制是一项轻浮的提议。胡佛认为它可能会帮助“墨西哥、印度、中国和南美”，但赖伐尔驳斥了银本位解决方案，认为它是一种通胀主张，并补充说“用纸张更便宜。”
赖伐尔没有得到安全协议，没有安全协议，法国永远不会考虑解除武装，他也没有得到政治暂停的支持。公报中没有提到德国赔款的任何减少都与法国债务的减少相匹配的承诺。联合声明宣布法国和美国实行金本位制。两国政府还同意，法国央行和美国联邦储备委员会将在转移黄金之前相互磋商。在前几周对美国黄金的抢购之后，这是一个值得欢迎的消息。鉴于此次金融危机，各国领导人同意在胡佛禁令结束之前重新审视德国的经济形势。
这些都是微不足道的政治成果。然而，胡佛-赖伐尔的遭遇还有其他影响:它使赖伐尔在美国和法国更加广为人知，并提高了他的地位。美国和法国的媒体都为之倾倒。他的乐观主义与他那听起来冷酷的国际同辈形成了鲜明的对比，以至于《时代》杂志将他评为1931年的年度人物，这一荣誉以前从未授予过法国人。他在圣雄甘地之后，在富兰克林·罗斯福之前接受了这项荣誉。

## 1934－1936年
第二次左翼卡特尔内阁在1934年2月6日的危机后辞职，此事涉及到反国会主义团体，该团体由极右翼联盟、退伍军人组织和法国共产党组成。赖伐尔和贝当元帅与相关组织中的一些保守派政客有联系。赖伐尔在加斯东·杜梅格的右翼新政府中担任殖民地部长。10月，外交部长路易·巴尔都被暗杀;赖伐尔继承了他的职位，一直担任到1936年。
在这个时候，赖伐尔反对法国的世仇德国，他追求反德联盟。他在罗马会见了墨索里尼，并于1935年1月4日签署了法意协定。该协议将部分法属索马里割让给意大利，并允许意大利在埃塞俄比亚自由行动，以换取意大利对德国侵略的反对。赖伐尔否认他在埃塞俄比亚给了墨索里尼自由支配的权力;他甚至就这个问题写信给墨索里尼。1935年4月，赖伐尔说服意大利和英国加入法国的斯特雷萨阵线阵线，以对抗德国对奥地利的野心。1935年5月2日，他同样签署了苏法互助条约。
在第二次意大利埃塞俄比亚战争期间，赖伐尔的主要目的是保持意大利的反德势力，而不是通过对埃塞俄比亚的入侵采取敌对态度，将意大利推入德国的手中。英国历史学家科雷利·巴尼特认为，在赖伐尔看来，“真正重要的敌人是纳粹德国。”他的眼睛盯着莱茵兰的非军事区;他对洛迦诺公约的看法。让洛迦诺列强之一的意大利感到奇怪的是，在埃塞俄比亚这样一个问题上并没有诉诸赖伐尔的奥弗涅农民思想。1935年6月，他也成为了总理。1935年10月，赖伐尔和英国外交部长塞缪尔·霍尔提出了一项解决埃塞俄比亚危机的现实政治方案。当去年12月被泄露给媒体时，霍尔-赖伐尔协定被广泛谴责为对墨索里尼的绥靖。1936年1月22日，赖伐尔被迫辞职，并被完全排除在部长政治之外。1936年，人民阵线的胜利意味着赖伐尔拥有了一个左翼政府，成为他的媒体攻击的目标。

## 维希法国政府

### 维希政府的形成
在假战期间，赖伐尔对这场冲突持谨慎的矛盾态度。他在1940年3月曾公开表示，虽然战争本可以通过外交手段避免，但现在要由政府来全力进行。
1940年6月9日，德军在一条横跨整个法国的长达250（160英里）的战线上向前推进。就马克西姆·魏刚将军而言，“如果德国人渡过塞纳河和马恩河，那就完了。”与此同时，菲利普·贝当元帅向总理保罗·雷诺施加压力，要求停战。在此期间，赖伐尔在沙泰尔东。6月10日，鉴于德军的攻势，政府撤出巴黎，迁往图尔。魏刚通知雷诺:“我们的战线的最后决裂随时都可能发生。”如果发生这种情况，“我们的部队将继续战斗，直到他们的力量和资源被消灭。”但它们的解体只是一个时间问题。”魏刚避免使用停战这个词，但所有相关的人都在考虑这个词。雷诺反对停战。
在此期间，赖伐尔离开了沙泰尔东去了波尔多，在那里，他的女儿几乎使他确信必须去美国。但是恰恰相反，据报道，他向贝当派了“一个又一个的信使”。
当德国人占领巴黎时，贝当被要求组建新政府。令大家惊讶的是，他拿出了一份部长名单，这是他一直期待并准备迎接总统召见的有力证据。当被告知他将被任命为司法部长时，赖伐尔的脾气和野心变得明显起来，他不顾其他政府官员的反对，残暴地要求贝当任命他出任外交部长。赖伐尔意识到，只有在这样的位置上，他才能扭转联盟关系，让自己与纳粹德国站在一起，他认为这个军事强国是必然的胜利者。然而，常务副秘书长查里斯-鲁斯拒绝在赖伐尔手下任职。这些事件的一个后果是，赖伐尔后来能够声称他不属于要求停战的政府的一部分。直到6月，他的名字才出现在事件编年史上，那时他开始在批评政府离开法国前往北非的决定上发挥更积极的作用。

维希法国

虽然停战的最后条款很苛刻，但法兰西殖民帝国没有受到影响，法国政府被允许名义上管理被占领和未被占领的地区，只要它服从德国的指示。在赖伐尔加入政府之前，“合作”的概念就被写进了停战协定。在案文上签了字的法国代表接受了这一用语。
第三条：在法国的占领区，德意志帝国将行使占领国的一切权利。法国政府承诺以一切可能的手段促进与行使这项权利有关的条例，并在法国行政当局的参与下执行这些条例。法国政府将立即命令占领区的所有法国当局和行政部门遵守德国军事当局的规定，并以正确的方式与德国军事当局合作。

### 赖伐尔在维希政府（1940－1941年）
到那时，赖伐尔已经转向，公开同情国家社会主义。他确信德国会赢得这场战争，并认为法国需要尽可能地效仿它的极权主义政权。为此目的，当他以国务部长的身份被列入内阁时，赖伐尔开始了他为人们所铭记的工作：解散第三共和国及其民主，并从事法西斯事业。
1940年10月，赖伐尔对“合作”的理解与贝当差不多。对双方来说，合作意味着放弃最不可能的东西以获得最大的回报。作为中间人，赖伐尔被迫与德国当局保持经常联系，改变立场，行事狡猾，未卜先知。在这种情况下，这一切使他比贝当元帅更引人注意，使许多法国人把他看作是“通敌的代理人”;对其他人来说，他是“德国人”。
贝当与阿道夫·希特勒、赖伐尔与希特勒的会晤，经常被用作维希与纳粹勾结的证据。事实上，蒙图瓦尔的会晤(1940年10月24-26日)结果让双方都感到失望。希特勒希望法国向英国宣战，而法国则希望改善与征服者的关系。然而两者都没有发生。实际上，法国获得的唯一让步是1940年11月16日的《柏林协议》，该协议允许释放某些类别的法国战俘。
1940年11月，赖伐尔在没有与同事商量的情况下，自己做出了一些亲德的决定。最臭名昭著的例子是将博尔铜矿和比利时黄金储备移交给纳粹控制。战争结束后，赖伐尔除了否认自己是单方面行动外，还辩解说维希法国无力阻止德国人获得他们显然渴望得到的东西。
赖伐尔的行动是他于1940年12月13日被解职的一个因素。贝当要求所有的部长在一次全体内阁会议上签署集体辞职信。赖伐尔这么做，以为这是一种除掉劳工部长贝林的手段。因此，当元帅宣布“接受赖伐尔和里佩尔的辞职”时，他大为震惊。当天晚上，赖伐尔被捕，被警察押送到他在沙泰尔东的家中。第二天，贝当宣布他决定将赖伐尔从政府中除名。赖伐尔被解雇的原因是与贝当根本不相容。在贝当精确的军事头脑看来，赖伐尔的工作方法显得很邋遢，而且他表现出明显的缺乏尊重，比如他有向贝当脸上喷香烟的习惯，这种行为激起贝当的愤怒和整个内阁的愤怒。
1941年8月27日，包括赖伐尔在内的几名维希高级官员参加了法国反布尔什维克主义志愿军团的检阅。在一次部队演出中，火十字团的成员保罗·科勒特枪击了赖伐尔(还有另一位著名的通敌主义者马塞尔·戴特)，使他受了轻伤。赖伐尔很快就从伤病中恢复了过来。

### 重新掌权（1942年）

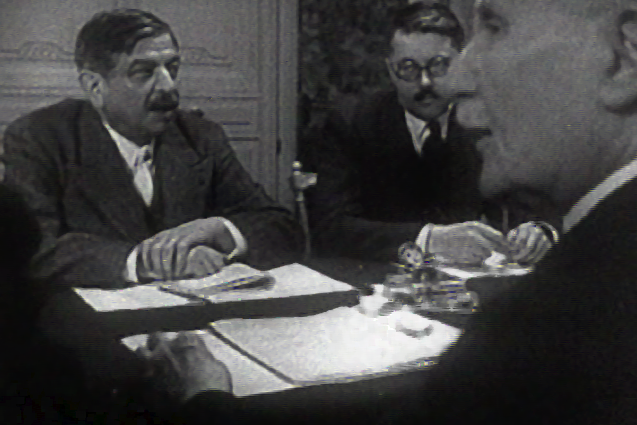
弗兰克·卡普拉的纪录片《攻克与胜利》中的赖伐尔和贝当（1943年）

赖伐尔于1942年4月重新掌权。1942年6月22日，他在广播讲话中概述了他的政策目标，表达了他“希望与德国和意大利重新建立正常和信任的关系”。他补充说，他“希望德国取得胜利”，因为否则“布尔什维克主义（将）在各地确立自己的地位”。赖伐尔执政仅两个月，就面临向德国提供强迫工人的决定。由于需要在俄国前线替换部队，纳粹德国缺乏熟练工人。与其他被占领国家不同，法国在技术上受到停战协定的保护，它的工人不能被简单地围捕运输。在占领区，德国人利用恐吓和控制原材料制造失业，从而为法国劳工自愿到德国工作创造了理由。纳粹官员要求赖伐尔立即将30多万技术工人送往德国的工厂。赖伐尔拖延了，提议用一名工人来交换一名法国战俘。这个提议被送到希特勒那里，达成了妥协：每三个到达德国的工人就遣送一名战俘回国。
赖伐尔在驱逐犹太人过程中所扮演的确切角色一直被他的原告和辩护人激烈地争论着。德国人从未把集中营的事告诉法国维希政府；法国人被告知犹太人被驱逐出境是为轴心国的战争而被迫劳动。当赖伐尔被命令围捕法国境内的所有犹太人，将他们送往被德国占领的波兰时，他达成了妥协。但他只允许非法国公民的犹太人被德国人控制。据估计，到战争结束时，德国人在其他被占领国家杀死了90%的犹太人，但在法国，战前50%的法国人和外国犹太人，其中可能有90%的纯法国犹太人仍然活着。赖伐尔不仅仅是完成德国人给他下达的命令，他还把16岁以下的犹太儿童包括在驱逐行动中，德国人允许他把这些儿童释放出来。帕尔迪埃尔在他的著作《教堂与大屠杀》中，声称，当新教领袖马克·博格纳拜访赖伐尔提出抗议时，赖伐尔声称，他下令将儿童和他们的父母一起驱逐出境，因为家庭不应该分开，“儿童应该和他们的父母待在一起”。当博格纳认为孩子们几乎肯定会死时，赖伐尔对他说：“没有一个（犹太孩子）必须留在法国。”萨拉·菲什曼（在一本来源可靠但没有引用的书中）写道，赖伐尔还试图阻止犹太儿童获得美国签证，这是由美国朋友服务委员会安排的，而且赖伐尔承诺的不是将犹太儿童驱逐出法国，而是确保他们进入纳粹集中营。

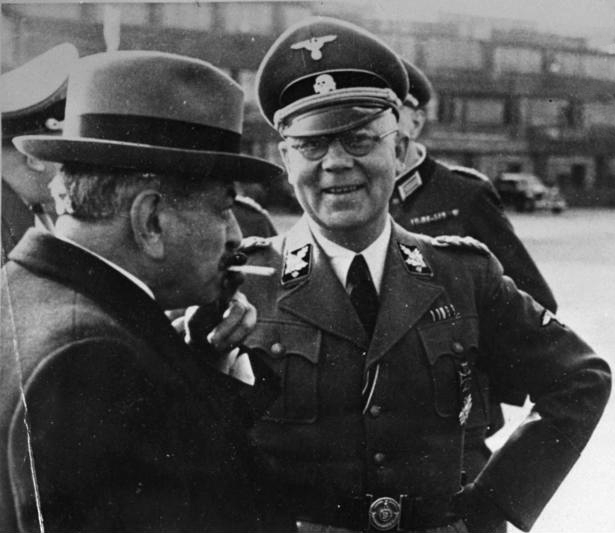
拉瓦尔与德国驻法国警察部门负责人卡尔·奥伯格交谈

赖伐尔和他的幕僚长让·贾尔丹面临着越来越难以解决的合作困境。赖伐尔必须维持维希的权威，以防止德国建立一个由雅克·多里奥等法国纳粹组成的卖国政府。

### 民兵的首领（1943－1945年）
1943年，赖伐尔成为新成立的法兰西民兵的名义领袖，尽管其行动领袖是秘书长约瑟夫·达南德。
当盟军在法属北非登陆(火炬行动)开始时，德军占领了自由区。希特勒继续询问法国政府是否准备与之并肩作战，并要求维希对英国宣战。赖伐尔和贝当坚决拒绝。在这段时间以及1944年诺曼底登陆期间，赖伐尔一直在与极端卖国主义的部长们进行斗争。
在诺曼底登陆日的广播演讲中，他向全国呼吁：
你不是在打仗。你不能参加战斗。如果你不遵守这条规则，如果你表现出不守纪律的证据，你将会招致严厉的报复，而政府将无力缓和。会遭受肉体和物质上的痛苦，你会给你的国家带来更多的不幸。你将拒绝听从那些阴险的呼吁，这些呼吁将会被寄给你。那些要求你们停止工作或邀请你们起义的人是我们国家的敌人。你们将拒绝用恐怖的内战来加剧我们国土上的对外战争…在这个充满戏剧性的时刻，当战争在我们的领土上进行的时候，用你那高尚而有纪律的态度来表明你是在想念法国，只想念她。”
大约两个月后，他和其他一些人被德国人逮捕，并被送到贝尔福。考虑到盟军的推进速度，1944年9月7日，维希政府的剩余部分从贝尔福转移到了德国的锡格马林根飞地。贝当住在锡格马林根的霍亨索伦城堡。起初赖伐尔也住在这个城堡里。1945年1月，赖伐尔被派往锡格马林根飞地外12公里外的威林根的施托芬贝格城堡。1945年4月，美国将军乔治·巴顿的军队逼近锡格马林根，于是维希政府的部长们被迫寻求避难。赖伐尔获准进入西班牙，并由一架德国空军飞机运往巴塞罗那。然而，90天后，戴高乐向西班牙施压，要求驱逐赖伐尔。送他去西班牙的那架德国空军飞机也送他去了奥地利的美国占领区。美国当局立即逮捕了赖伐尔和他的妻子，并将他们移交给自由法国。他们被空运到巴黎，关押在弗雷斯监狱。赖伐尔夫人后来获释；皮埃尔·赖伐尔仍在监狱里接受叛国罪的审判。
在被捕之前，赖伐尔曾计划搬到葡萄牙的辛特拉，在那里为他还租了一所房子。

## 审判和处决
总共分为两场。虽然贝当审判有其缺点，但它允许提出和审查大量有关材料。罗伯特·帕克斯顿和杰弗里·华纳等学者认为，对赖伐尔的审判表明了那个清洗审判时代司法系统的不足和有毒的政治氛围。 在他的叛国罪审判判决之前，赖伐尔在狱中写下了他唯一的一本书——他死后出版的日记（1948年）。他的女儿一页一页地把它带出了监狱。
赖伐尔坚信，他将能够使他的同胞相信，他一直以来都是在为他们的最大利益行事。他的女婿勒内·德·尚布伦对赖伐尔的律师们说：“如果他有时间准备辩护，如果允许他发言，传唤证人，并从国外获得他所需要的訊息和文件，他就会让原告大惑不解。” “你想让我告诉你这是怎么回事吗?”赖伐尔于8月4日问他的一名律师。“不会有审前听证和审判。在选举之前，我将被谴责，并被除掉。”
对赖伐尔的审判于1945年10月4日星期四下午1时30分开始。他被指控阴谋破坏国家安全及与敌人勾结。他有三个辩护律师(巴拉达克, 诺德和贾夫尔)。他的律师之前都没有见过他。他见到了和他坐在一起的贾夫尔，他们交谈，倾听，并记下他想要口述的笔记。阿杜克很快就相信赖伐尔是无辜的，他和昌布伦夫妇保持着联系，起初和他们一样相信赖伐尔将被无罪释放，或者至多被判处暂时流放。诺德是抵抗运动的一员，他相信赖伐尔有罪，并敦促他辩护说他犯了严重的错误，但是在受到约束的情况下采取行动的。赖伐尔不听他的；他确信自己是无辜的，并能证明这一点。“他的行为，”诺德说，“好像是他的事业，而不是他在受到威胁时不得不做的事情。”
他的三名律师都拒绝在法庭上听取宣读正式指控，称“我们担心，仓促召开听证会不是出于司法考虑，而是出于政治考虑。”他们没有出席听证会，而是写信说明缺点，要求解除律师的职务。 但是庭审照样进行。法院法官皮埃尔·蒙吉博宣布，审判必须在定于10月21日举行的大选之前完成。蒙吉博和检察官莫内无法控制陪审团不断爆发的敌对情绪。这些都发生在蒙吉博和赖伐尔之间越来越激烈的交流越来越响亮的时候。第三天，赖伐尔的三名律师和他在一起，因为律师协会的主席建议他们恢复工作。
在休会之后，蒙吉博宣布，关于阴谋破坏国家安全的指控的审讯部分已经结束。对于串通指控，赖伐尔回答说：“法官先生，您早些时候以侮辱的方式询问我，陪审团一些成员纵容的示威，让我知道，我可能是司法罪行的受害者。我不想做帮凶；我宁愿保持沉默。”蒙吉博召集了第一批控方证人，但他们没想到会这么快作证，没有人在场。蒙吉布斯第二次休会，以便找到他们。半个小时后法院重新开庭时，赖伐尔已经不在他的位置上了。
尽管夏尔•戴高乐内阁的司法部长皮埃尔-亨利•泰根曾亲自请求赖伐尔的律师让他出席听证会，但他拒绝了。泰根毫不掩饰地证实了蒙吉博和莫内的行为，声称他无法阻止他们。在赖伐尔缺席的情况下，判决宣布了死刑。他的律师被拒绝重审。
死刑定于10月15日上午在弗雷斯监狱执行。赖伐尔试图从缝在他夹克衬里里的小瓶中取出毒药来欺骗行刑队。他在自杀遗书中解释说，他无意让法国士兵成为“司法罪行”的共犯。然而，这种毒药太老了，已经不起作用了，反复洗胃使赖伐尔没有被毒死。赖伐尔要求他的律师见证他的处决。他高呼“法兰西万岁”时被击毙。监狱里明显地传来了“杀人犯!”和“赖伐尔万岁!”的喊声。 赖伐尔的遗孀在接受一家英国报纸采访时表示：“这不是法国人不让一个男人说话就能对付他的方式，那是他一直反对的方式——德国方式。”
他的尸体最初被埋在蒂艾公墓的一个没有标记的坟墓里，直到1945年11月被埋在蒙帕纳斯公墓的昌布伦家族陵墓里。1948年，她的女儿乔西•赖伐尔给丘吉尔写了一封信，称杀害她父亲的行刑队“穿着英国制服”。这封信发表在美国保守派报纸《人事》1949年6月号上。
高等法院一直运作到1949年，审判了108个案件；法院宣布了八项死刑判决，其中一项针对的是上诉案失败的老贝当。只有三个死刑执行了：皮埃尔·赖伐尔；维希驻巴黎的驻德国大使弗尔南多·德·布里农，还有法兰西民兵的首领约瑟夫·达南德。

## 传记
- Cointet, Jean-Paul, Pierre Laval, Paris: Fayard, 1993
- Cole, Hubert, Laval, New York: G. P. Putnam's Sons, 1963
- Kupferman, Fred, Laval 1883–1945, Paris: Flammarion, 1988
- Pourcher, Yves, Pierre Laval vu par sa fille, Paris: Le Grande Livre du Mois, 2002
- Warner, Geoffrey, Pierre Laval and the eclipse of France, New York: The Macmillan Company, 1968